# Pseudohydromys pumehanae
Pseudohydromys pumehanae — вид мишоподібних гризунів родини мишеві (Muridae).

## Опис
Гризун невеликого розміру, з довжиною голови і тіла між 96 і 101 мм, довжина хвоста складає від 100 до 103 мм, довжина стопи між 21 і 23 мм, довжина вух між 11 і 12 мм і вага до 20 гр. Шерсть коротка, м'яка і щільна. Верхні частини тіла сіро-димчасті, хутро темніше на голові, з боків носа і внизу хребта, в той час як черевні частини світліші. Вуха світлі. Зовнішня частина ніг вкрита крихітним срібним волоссям. Хвіст довше голови й тіла, рівномірно темно-сірий.

## Поширення, екологія
Цей вид розповсюджений у центрально-східній частині хребта Кордильєри Нової Гвінеї. Він живе в моховому гірському лісі між 1550 і 2100 метрів над рівнем моря.